# طول پوزه-مخرج

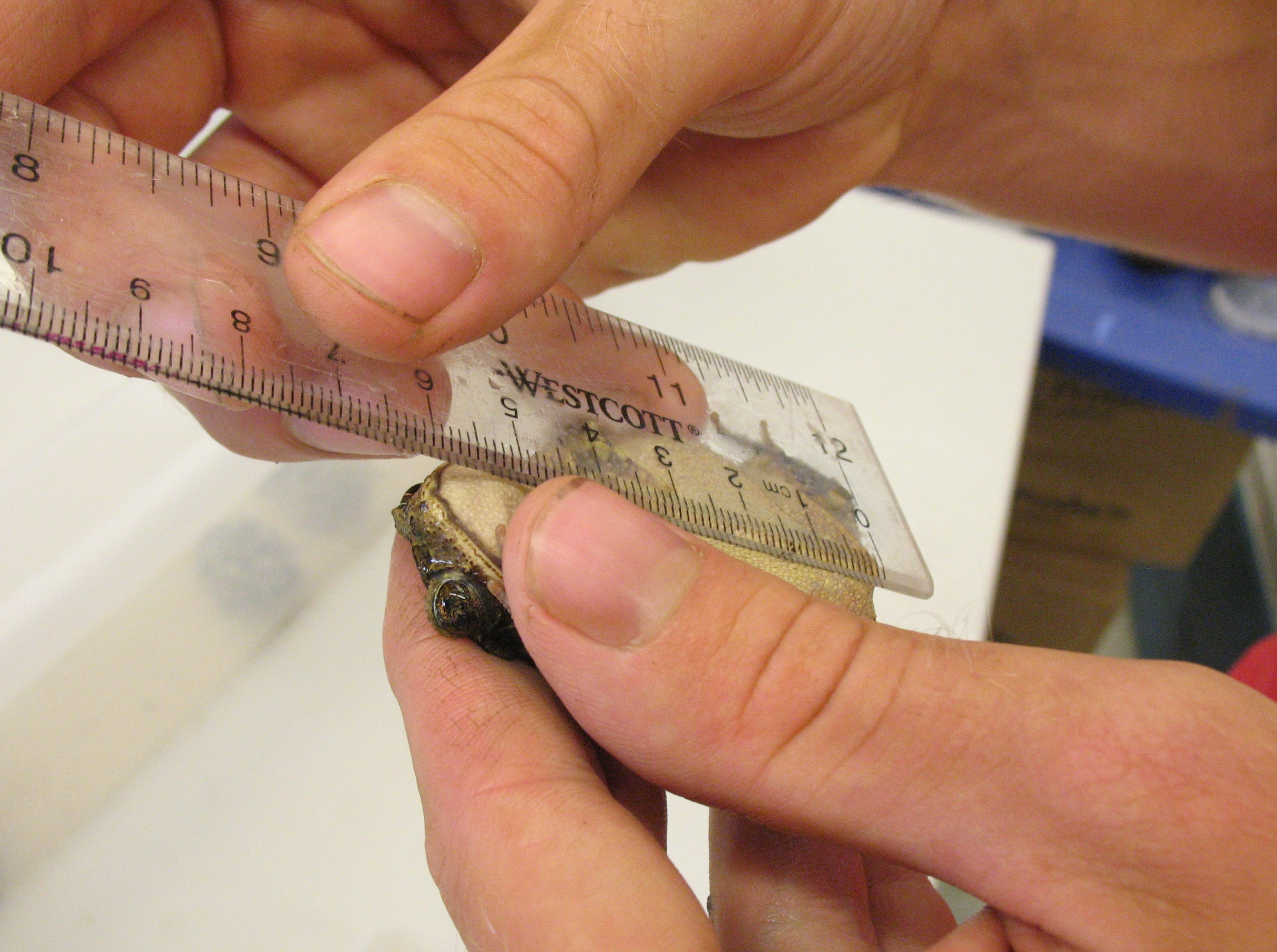
یک قورباغه ماده در حال اندازه‌گیری طول پوزه-مخرج.

طول پوزه - مخرج (SVL) یک اندازه‌گیری ریخت‌شناختی است که در خزنده‌شناسی از نوک پوزه تا خلفی‌ترین دهانه شکاف پارگین (دریچه) انجام می‌شود. این رایج‌ترین اندازه‌گیری در خزنده‌شناسی است که برای همه دوزیستان، پولک‌خزندگان و کروکودیل‌ها استفاده می‌شود (برای لاک‌پشت‌ها، طول لاک (CL) و طول پلاسترال (PL) به جای آن استفاده می‌شود). SVL بستگی به اینکه جانور در حال تقلا یا آرامش (در صورت زنده بودن) یا عوامل مختلف دیگر در صورتی که یک نمونه نگهداری شده باشد متفاوت است. برای فسیل‌ها، باید از یک همبستگی استخوان‌شناسی مانند طول پیش کائودال استفاده شود. هنگامی که SVL با وزن و وضعیت بدن ترکیب می‌شود، می‌تواند به تشخیص سن و جنس کمک کند.